# RAD750
Az RAD750 egy sugárzástűrő egykártyás számítógép, amely a BAE Systems Electronics, Intelligence & Support cég gyártmánya. Mint a RAD6000 utódját, a RAD750 processzort is a műholdak és űreszközök fedélzetén fellépő, magas sugárzású környezetekben való működésre tervezték. Az RAD750 2001-ben jelent meg, első példányai 2005-ben léptek a világűrbe, különféle felbocsátott eszközökben.
A CPU 10,4 millió tranzisztort tartalmaz, közel egy nagyságrenddel többet, mint a RAD6000 (amiben csak 1,1 millió van). Gyártása 250 vagy 150 nm-es fotolitográfiai eljárással történik, lapkafelülete 130 mm². Központi órajele 110-től 200 MHz-ig terjedhet, ezzel 266 MIPS vagy azt meghaladó teljesítményt érhet el. A teljesítmény növelése érdekében a CPU tartalmazhat egy kiterjesztett L2 gyorsítótárat.
Maga a CPU ellenáll a 200 000-től 1 000 000 rad (2000–10 000 gray) tartományba eső sugárzásnak, működési hőmérséklete –55 °C és 125 °C között lehet, fogyasztása 5 watt. A szabványos RAD750 egykártyás rendszer (CPU és alaplap) képes 100 000 rad (1000 gray) sugárzás elviselésére, működési hőmérsékleti tartománya –55 °C és 70 °C közötti, fogyasztása 10 watt.
A RAD750 rendszerek ára a RAD6000-es rendszerekéhez hasonló, azaz 200 000 amerikai dollár kártyánként (egy 2002-es referencia szerint). Ugyanakkor a megrendelő programjának követelményei és a mennyiség nagymértékben befolyásolják az elérhető egységnyi termelési költségeket.
Az RAD750 alapja a PowerPC 750 processzor. Tokozása és logikai funkciói teljesen kompatibilisek a PowerPC 7xx családdal.
A RAD750 kifejezés a BAE Systems Information and Electronic Systems Integration Inc. bejegyzett védjegye.

## Bevezetés
2010-es adatok szerint ekkorra több mint 150 RAD750-et használó különféle űreszköz létezett.
A nevezetesebb eszközök a következők – a felbocsátás időpontjának sorrendjében:
- Deep Impact „üstökösvadász” szonda, indítása 2005. január 12. – a RAD750 számítógép első alkalmazása[2]
- XSS 11 (műhold), kis kísérleti műhold, indítás: 2005. április 11.[2]
- Mars Reconnaissance Orbiter, indítás: 2005. augusztus 12.[2]
- SECCHI (Sun Earth Connection Coronal and Heliospheric Investigation) műszercsomag[7] minden STEREO űreszközön, indítás: 2006. október 25.
- WorldView-1 műhold, indítás: 2007. szeptember 18. - két RAD750-tel a fedélzetén[6]
- Fermi gamma-sugár űrtávcső, korábban GLAST, indítás: 2008. június 11.
- Kepler űrtávcső, felbocsátva 2009 márciusában[2]
- Lunar Reconnaissance Orbiter, felbocsátva 2009. június 18-án
- WISE (WISE), indítás: 2009. december 14.[8]
- Solar Dynamics Observatory, indítás: 2010. február 11.
- Juno űrszonda, indítás: 2011. augusztus 5.[9]
- Curiosity marsjáró, indítás: 2011. november 26.[10]
- Van Allen Probes – a Van Allen sugárzási övet vizsgáló műholdak, indítás: 2012. augusztus 30.[11]

## Fordítás
- Ez a szócikk részben vagy egészben  a   RAD750 című angol Wikipédia-szócikk ezen változatának fordításán alapul.  Az eredeti cikk szerkesztőit annak laptörténete sorolja fel. Ez a jelzés csupán a megfogalmazás eredetét és a szerzői jogokat jelzi, nem szolgál a cikkben szereplő információk forrásmegjelöléseként.